# Oberndorf (Ipsheim)

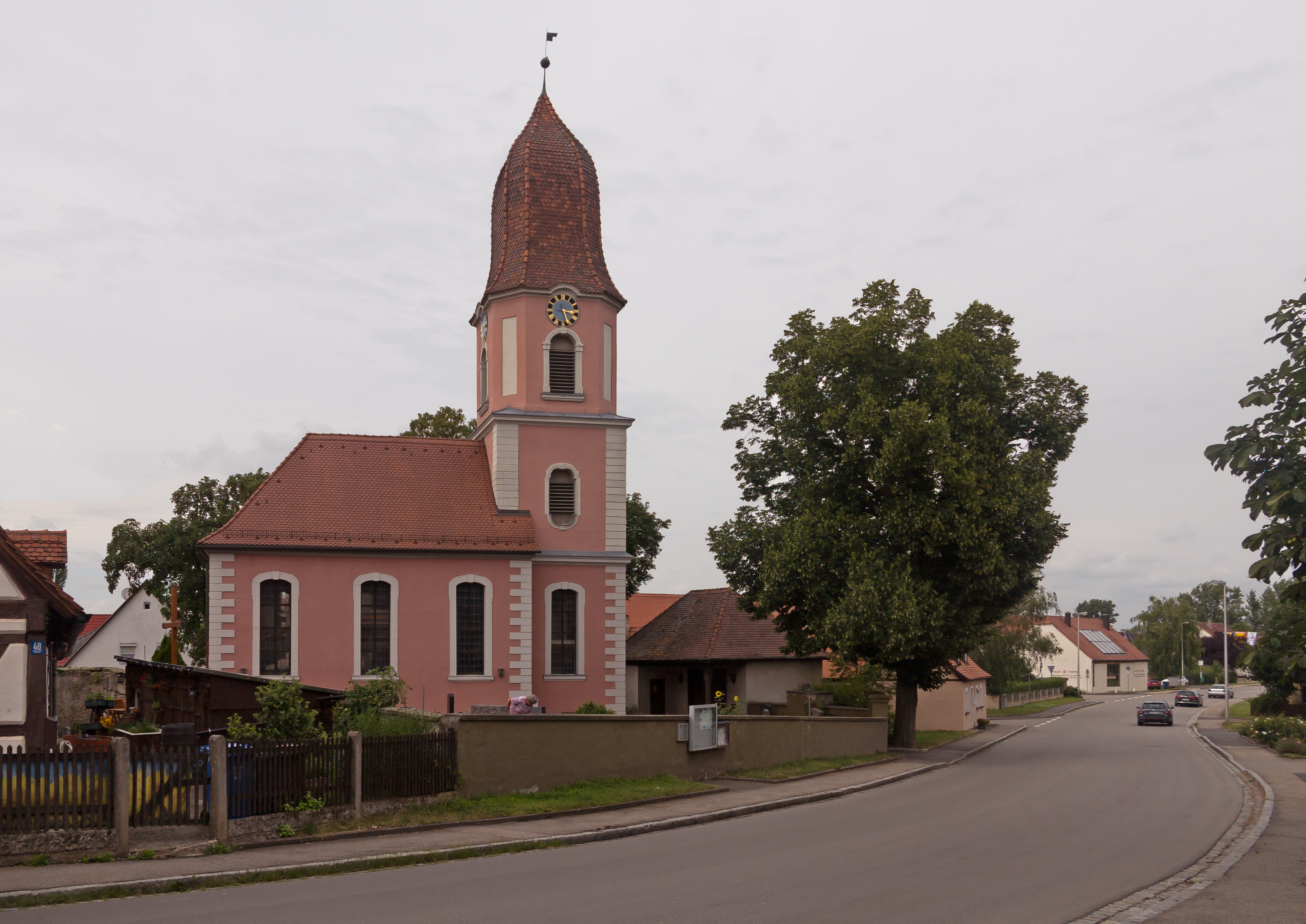
St. Kilian

Oberndorf ([ˈoːbɐnˌdɔʁf] , fränkisch: Obeandoaf) ist ein Gemeindeteil des Marktes Ipsheim im Landkreis Neustadt an der Aisch-Bad Windsheim (Mittelfranken, Bayern). Zum Gemeindeteil zählt die Oberndorfer Mühle. Die Gemarkung Oberndorf hat eine Fläche von 4,947 km². Sie ist in 900 Flurstücke aufgeteilt, die eine durchschnittliche Fläche von 5496,15 m² haben.

## Geographie
Das Kirchdorf liegt an der Aisch und am Grundgraben, der dort als rechter Zufluss in die Aisch mündet. Der Ort ist ringsum von Feldern umgeben. Im Süden liegt das Bodenfeld, im Norden der Wennerboden und im Nordosten die Alte Point. Einen Kilometer westlich erhebt sich der Riedbuck (326 m ü. NHN).
Die Bundesstraße 470 führt nach Lenkersheim (2 km südwestlich) bzw. nach Ipsheim (1,2 km nordöstlich). Die Kreisstraße NEA 17 verläuft nach Mailheim zur Staatsstraße 2252 (1,8 km südöstlich).

## Geschichte
Der Ort wurde als „Oberndorf“ in der Päpstlichen Bulle des Innozenz IV. von 1249 erstmals urkundlich erwähnt. Oberndorf gehörte zu den Orten, in der das Kloster Heilsbronn Grundbesitz hatte. Sie wurden kraft der Bulle unter päpstlichen Schutz gestellt. 1259 wurde „Oberndorff“ in einer Urkunde erwähnt, laut der Burchardus de Rutmarsperg dem Deutschen Orden zu Nürnberg unter anderem einen Hof in Oberndorf und das Lehen des Rapoto in Metelendorff als freies Eigen übergab. Das Kloster Heilsbronn erwarb dort 1371 vier Tagewerk Wiesen und acht Morgen Äcker. 1435 wurden vier Tagewerk Wiesen dazu gekauft.
Gegen Ende des 18. Jahrhunderts gab es in Oberndorf 31 Anwesen und eine Filialkirche. Das Hochgericht übte das brandenburg-bayreuthische Vogtamt Altheim aus. Es hatte ggf. an das Vogtamt Lenkersheim auszuliefern. Die Dorf- und Gemeindeherrschaft hatte das Kastenamt Ipsheim. Grundherren waren das Fürstentum Bayreuth (25 Anwesen; Kastenamt Ipsheim: 1 Mühle, 1 Hof, 11 Güter, 3 Gütlein, 3 Häuser; Klosteramt Birkenfeld: 1 Gülthof; Kastenamt Windsheim: 1 Halbhof, 2 Viertelhöfe, 2 Güter), das brandenburg-ansbachische Vogtamt Jochsberg-Flachslanden (1 Häckersgütlein, 1 Haus) und die Reichsstadt Windsheim (2 Güter, 2 Häckersgüter).
Im Jahre 1810 kam Oberndorf an das Königreich Bayern. Im Rahmen des Gemeindeedikts wurde es dem 1811 gebildeten Steuerdistrikt Ipsheim und der 1817 gebildeten Ruralgemeinde Ipsheim zugewiesen. Mit dem Zweiten Gemeindeedikt (1818) entstand die Ruralgemeinde Oberndorf. Sie war in Verwaltung und Gerichtsbarkeit dem Landgericht Windsheim zugeordnet und in der Finanzverwaltung dem Rentamt Ipsheim. Ab 1862 gehörte Oberndorf zum Bezirksamt Uffenheim (1939 in Landkreis Uffenheim umbenannt) und ab 1856 zum Rentamt Windsheim (1919 in Finanzamt Windsheim umbenannt, seit 1972 Finanzamt Uffenheim). Die Gerichtsbarkeit blieb beim Landgericht Windsheim (1879 in Amtsgericht Windsheim umbenannt), seit 1973 ist das Amtsgericht Neustadt an der Aisch zuständig. Die Gemeinde hatte 1964 eine Gebietsfläche von 4,943 km².
Am 1. Juli 1972 wurde Oberndorf im Zuge der Gebietsreform in Bayern in den Markt Ipsheim eingegliedert.

### Baudenkmäler
In Oberndorf gibt es drei Baudenkmäler:
- Haus Nr. 46: evang.-luth. Kirche St. Kilian
- Haus Nr. 48: ehemaliges Wohnstallhaus
- Haus Nr. 69: Gasthaus

### Einwohnerentwicklung
| Jahr      | 1818   | 1840   | 1852   | 1855   | 1861   | 1867   | 1871   | 1875   | 1880   | 1885   | 1890   | 1895   | 1900   | 1905   | 1910   | 1919   | 1925   | 1933   | 1939   | 1946   | 1950   | 1952   | 1961   | 1970   | 1987   | 2014  |
| Einwohner | 214    | 241    | 236    | 233    | 223    | 223    | 226    | 287    | 260    | 265    | 249    | 249    | 249    | 236    | 236    | 238    | 216    | 225    | 225    | 345    | 341    | 298    | 277    | 270    | 235    | 272   |
| Häuser    | 41     | 46     |        |        |        |        | 47     |        |        | 49     | 48     |        | 49     |        |        |        | 51     |        |        |        | 55     |        | 57     |        | 67     |       |
| Quelle    | [ 19 ] | [ 20 ] | [ 21 ] | [ 21 ] | [ 22 ] | [ 23 ] | [ 24 ] | [ 25 ] | [ 26 ] | [ 27 ] | [ 28 ] | [ 21 ] | [ 29 ] | [ 21 ] | [ 30 ] | [ 21 ] | [ 31 ] | [ 21 ] | [ 21 ] | [ 21 ] | [ 32 ] | [ 21 ] | [ 14 ] | [ 33 ] | [ 34 ] | [ 2 ] |

## Religion
Der Ort ist seit der Reformation evangelisch-lutherisch geprägt und bis heute nach St. Johannes der Täufer (Ipsheim) gepfarrt. Die Katholiken sind nach St. Bonifaz (Bad Windsheim) gepfarrt.